# 中山康親
中山 康親 （なかやま やすちか）は、室町時代後期の公卿。権中納言・中山宣親の子。官位は正二位・権大納言。中山家12代。

## 官歴
注釈のないものは『公卿補任』による
- 長享元年（1487年）閏11月某日：叙爵（従五位下）
- 明応6年（1497年） 12月1日：元服[1]、従五位上、侍従[1]
- 文亀元年（1501年） 12月25日：正五位下
- 文亀2年（1502年） 11月18日：左近衛少将
- 永正2年（1505年） 2月23日：従四位下
- 永正3年（1506年） 某日：左近衛中将[1]
- 永正4年（1507年） 4月30日：蔵人頭。5月23日：従四位上。12月28日：正四位下
- 永正5年（1508年） 7月18日：正四位上
- 永正8年（1511年） 10月11日：参議、左中将如元
- 永正9年（1512年） 4月13日：従三位
- 永正12年（1515年） 6月某日：正三位
- 永正13年（1516年） 5月13日：権中納言
- 永正18年（1521年） 4月15日：従二位
- 大永6年（1526年） 正月19日：正二位。3月29日：権大納言
- 享禄元年（1528年） 9月某日：辞権大納言
- 天文2年（1533年） 11月25日：出家（法名祐全）[1]
- 天文7年（1538年） 8月14日：薨去、享年54[1]

## 系譜
- 父：中山宣親
- 母：法印兼寿の娘[1]
- 妻：正親町公兼の娘[1]
  - 男子：中山孝親（1513-1578）[2]
- 生母不明の子女
  - 女子：庭田重経室